# American Express-Hochhaus
Das American Express-Hochhaus ist ein 17-stöckiges Hochhaus in der Theodor-Heuss-Allee 112 in Frankfurt am Main, welches bis 2024 als Deutschlandzentrale von American Express diente. Offiziell ist der Name des Gebäudes Centurion-Gebäude. Mit einer Höhe von 75 Metern belegt das 1993 fertiggestellte Gebäude Platz 48 (2014) in der Rangliste der Hochhäuser Frankfurts. Das Gebäude wurde vom Objekteigentümer DEGI im Jahre 2008 umfassend revitalisiert.
Im Jahr 2013 kaufte SIGNA die Immobilie von Aberdeen, 2016 wurde das Hochhaus wiederum an Golden Star weiterveräußert. Ende 2019 nahm die publity AG das Hochhaus als Asset-Manager in ihren Besitz.